# Железнодорожный сельсовет (Красноярский край)
Железнодорожный сельсовет - сельское поселение в Енисейском районе Красноярского края.
Административный центр - посёлок Абалаково.

## Население
| 2010 | 2012 | 2013 | 2014 | 2015 | 2016 | 2017 |
| ---- | ---- | ---- | ---- | ---- | ---- | ---- |
| 773  | ↗803 | ↗847 | ↗888 | ↗952 | ↗973 | ↘953 |

## Состав сельского поселения
В состав сельского поселения входит один населённый пункт — посёлок Абалаково.

## Местное самоуправление
Железнодорожный сельский Совет депутатов
Дата избрания: март 2010 года. Срок полномочий: 5 лет
Глава муниципального образования
- Никитина Светлана Степановна. Дата избрания: март 2010 года. Срок полномочий: 5 лет
- Шелушков Сергей Михайлович. С 19 февраля 2016 года